# Charops maroccanus
Charops maroccanus là một loài tò vò trong họ Ichneumonidae.